# ドニントン・パーク
ドニントン・パーク・サーキット (Donington Park Circuit) は、イギリスのイングランド、レスターシャーにあるサーキット。

## 概要
ロンドンから北へ高速道路を2時間半ほど走ったノースウェストレスターシャーにある、1931年にオープンしたイギリスきっての名門サーキットで、1993年にはフォーミュラ1も開催された。

## 歴史

### 完成から第二次世界大戦
1931年に完成し、第二次世界大戦以前からトップカテゴリーのレースが開催されていたが、1939年に勃発した第二次世界大戦中はコースが閉鎖され、軍用車の保管場所として使用されていた。

### 第二次世界大戦後
戦後サーキットとしての利用が再開されたが施設が老朽化し、1977年に所有者が変わったことをきっかけにコースと施設の改修が行われ、それ以降4輪ではF3000やF3選手権などのトップカテゴリーのレースが再び盛んに行われるようになったほか、2輪ではロードレース世界選手権の開催地として使用され、1987年第9戦イギリスGPの500ccクラス決勝ではマールボロ・ヤマハ・アゴスチーニから参戦した平忠彦がYZR500を駆りレース中のファステストラップを記録した。
イベント開催日以外の平日には、ジム・ラッセル・レーシングスクールも開校されていた。

### F1ヨーロッパGP

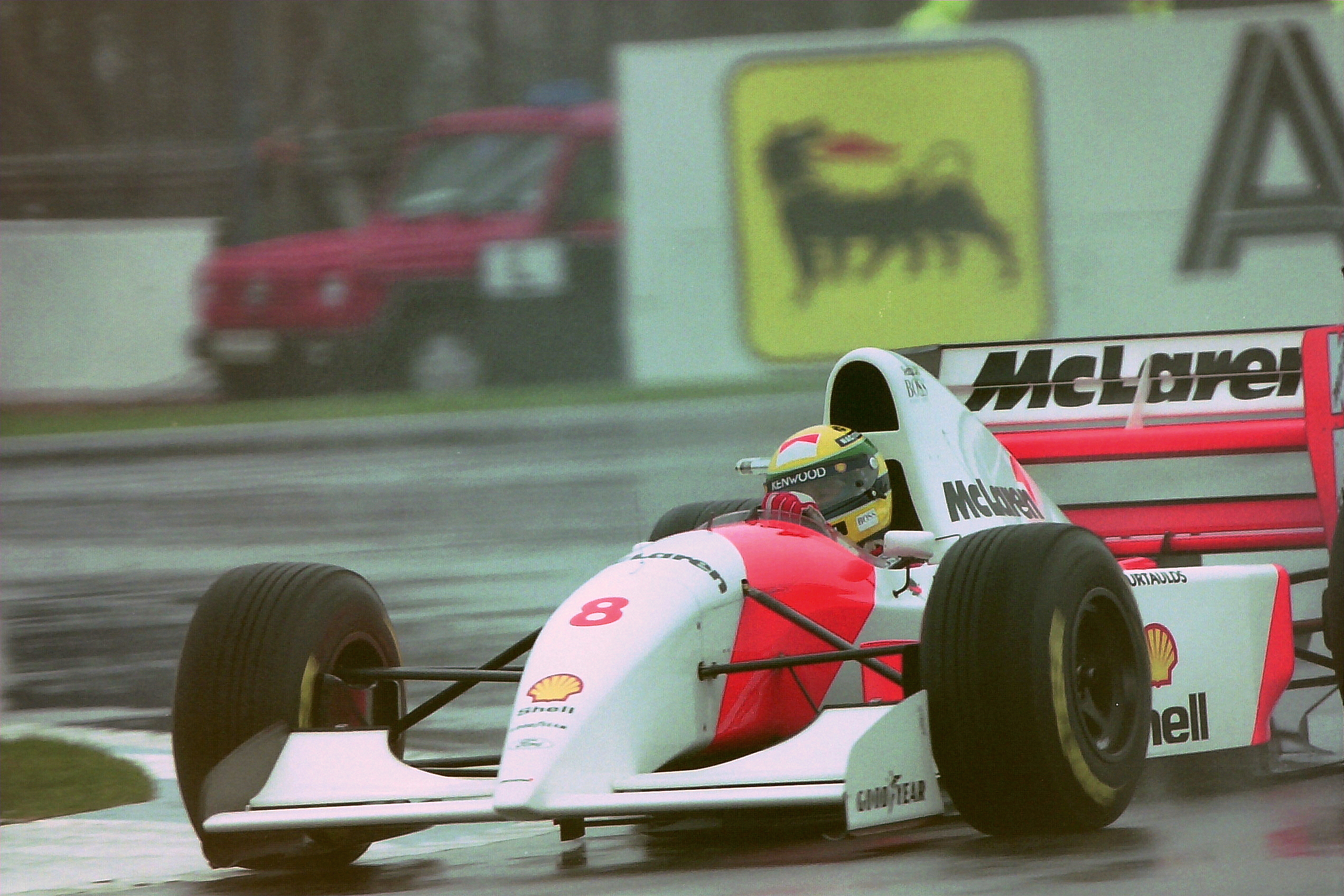
F1ヨーロッパGP （アイルトン・セナ）

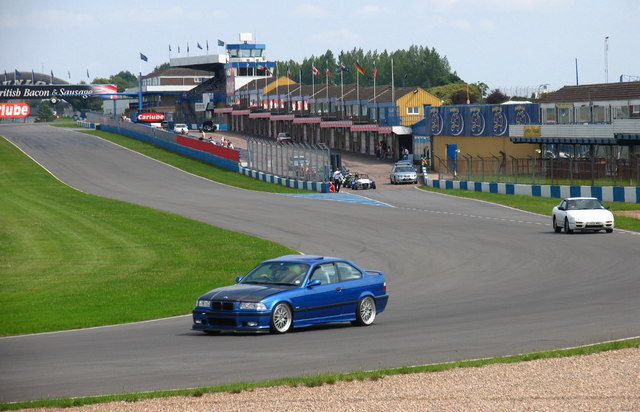
ピットビル（2008年）

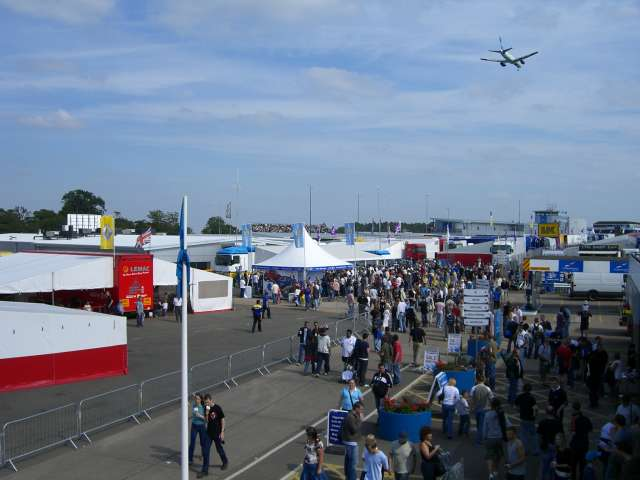
パドックエリア

1993年にはF1ヨーロッパGPが開催され、マクラーレン・フォードに乗るアイルトン・セナが、当時マシンパフォーマンスに勝るウィリアムズ・ルノーに乗るアラン・プロストやデイモン・ヒルらを1周目で抜いた後、雨が降ったり止んだり霧雨になったりと不安定な天候の中、セナは安定した走りで優勝した。

### 経営混乱
2000年代に入り、投資家リー・ギルとサイモン・ジレットが立ち上げた『ドニントン・ベンチャーズ・レジャー・リミテッド（DVLL）』が、サーキットのオーナーだったトム・ウィートクロフトとリース契約を交わし、2008年中頃には、2010年以降シルバーストン・サーキットに代わりF1イギリスGPを開催を目指してバーニー・エクレストンとの合意を得て改修工事が始められる。しかし地元議会がこれに反対。再開発に必要な建築許可を得ることができなくなってしまい、またリー・ギル自身もバーニー・エクレストンとの合意を得た数週間後に辞任するという事態となる。
F1開催に当たっては、ヘルマン・ティルケのデザインを元にしたコース改修が行われることが条件となっていたが、F1の興行面を一手に取り仕切るFOM（フォーミュラ・ワン・マネジメント）のバーニー・エクレストン会長が定めた期限（2009年10月26日）までに、サーキットの運営会社はコース改修に必要な費用を調達できなかったため、サーキットは改修工事を中止。これによりFOMはシルバーストン・サーキットと2026年までの開催契約を締結したため、ドニントン・パークでのF1開催の可能性は事実上消滅した。
その後、管理下に置かれたサーキットは他の買い手を探すこととなったが見つからず、サーキットも改修工事を中止したまま、コースを使用できない状態で、借地権は元オーナーであったウィートクロフト家に返却。DVLLも倒産し、2009年12月24日、サーキットは閉鎖された。
再びコースを所有することとなったウィートクロフト家は、元々同サーキットの借地権を管理していた「Donington Park Racing Ltd.」を母体にサーキット運営を再開させる方針を固め、2010年8月にサーキットを半年強で再オープン。改修工事を終え、2011年に入り国際的なレースイベントが再び開かれるようになっている。

### 現在
イギリスツーリングカー選手権（BTCC）・スーパーバイク世界選手権・世界ツーリングカー選手権（WTCC）など多くの国際格式レースの他、トラックレースやジュニア・フォーミュラなどの地方選手権レースが行われている。ロードレース世界選手権（MotoGP）は、2010年から開催権がシルバーストンに移ったため、2009年を最後に開催されていない。
2017年1月、元F1ドライバーのジョナサン・パーマー率いるモータースポーツ・ビジョン（MSV）が、ウィートクロフト家との間でサーキットの運営を21年間受託する契約を結んだことを発表。MSVでは、元々同社が保有しているオウルトン・パーク、ブランズ・ハッチなどのサーキットと相互に連携を図り運営していく方針を明らかにしている。

## 施設

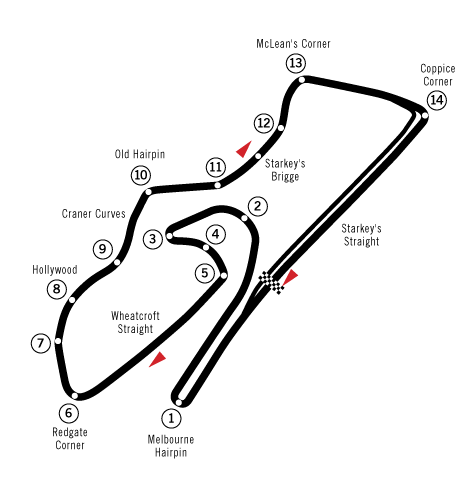
2010年から変更される予定だったレイアウト

緑の広い丘陵地にあり、煉瓦で造られたピット・エリアと、緑豊かななだらかな起伏のコースが特徴である。1977年と1984年にコースレイアウトが改良された他、1993年のF1開催前に観客席が増設、改良された。また、随時ピット施設や観客席が改良されている。
路面はイギリスらしいローグリップ舗装であり、特にバイクでは常にハイサイドやトラクションコントロールの制御との戦いになる。2つの中速コーナーが合わさり、クリッピングを取るのが難しいターン8、そこから上手く加速を付けハードブレーキングするターン9が一つ目、シケインの2つ目を抜けストレート後のタイトターンになるターン10、ラインをクロスさせてインに入りやすいターン11と、抜き所は後半に集中する。
なお2009年のWSBKのレース2、ターン8で芳賀紀行が自らのマシンと共に転がる大転倒を喫し、左腕と右肩を骨折する重傷を負っている。
2010年のF1開催に向けて、ヘルマン・ティルケによってレイアウトが改修される予定があった。計画ではピット施設が現在のスターキーズストレートのインフィールドに移され、そこがスタート地点になる他、エッセスシケインが撤去されストレートとなり、メルボルン・シケイン～レッドゲート間が大幅改修され、コース全長は約500m伸びる。レッドゲート～コピスまでのレイアウトは変更せず、コピスコーナーがより角度の鋭いコーナーへと変更される予定であったが、前述の通り、サーキット運営会社はコース改修の資金調達に失敗し、このコース改修は中断された。
以後しばらくの間コースの一部は未舗装状態のまま放置され、レースを開催できる状況ではなかったが、現在の運営会社では主に旧コースレイアウトへの復元と安全設備の強化・パドック施設の近代化を目的とした改修を行い、2011年2月に国際モーターサイクリズム連盟（FIM）の査察をクリアし再び各種レースが開催されている。

## その他の設備

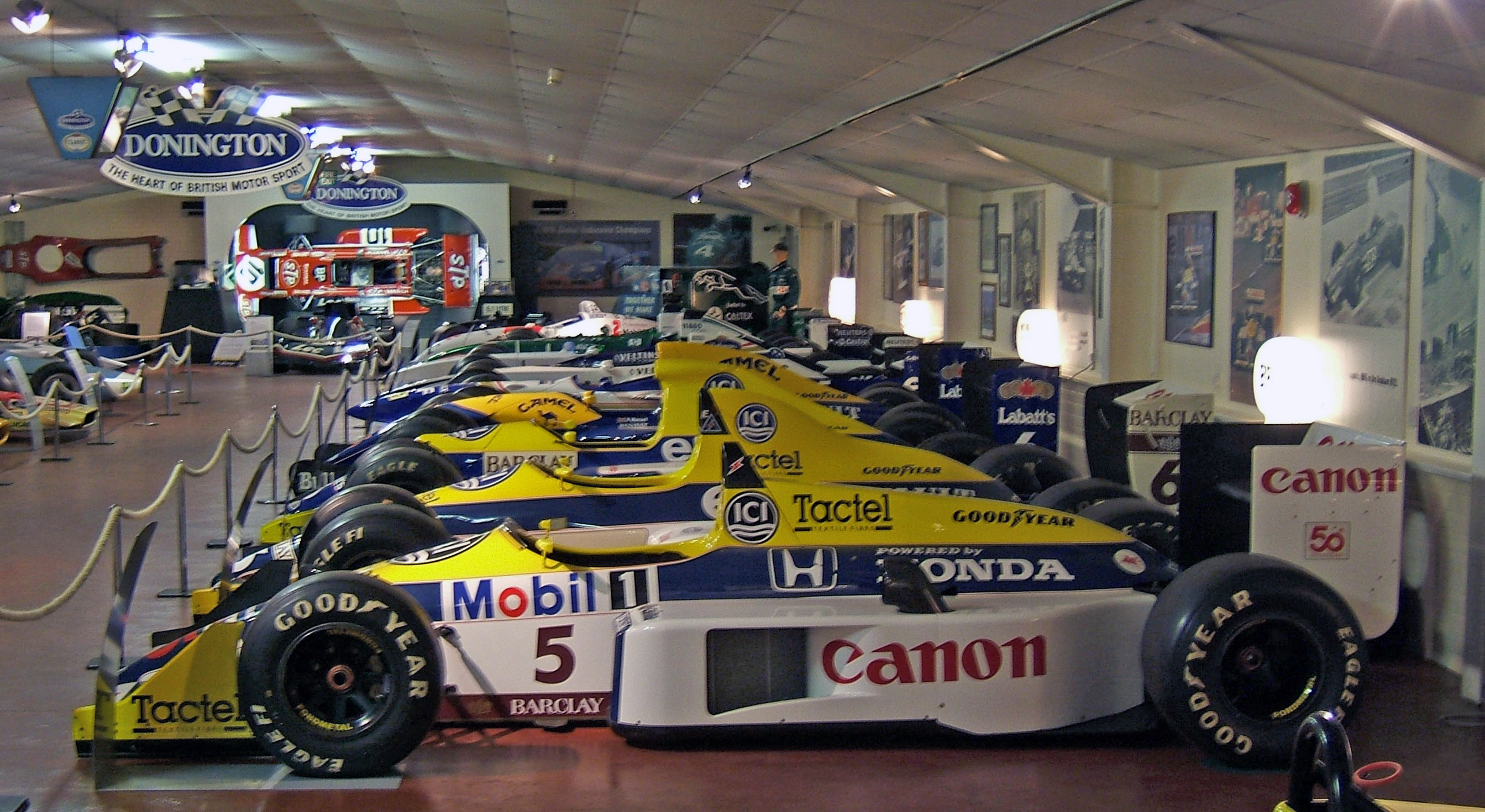
ドニントン・コレクション

サーキット内に数百台のレーシングカーのコレクションを擁するミュージアム「ドニントン・グランプリ・コレクション」がある他、近年までは、ジム・ラッセル・レーシングスクールが開催されていた。
2014年には、同年よりシリーズがスタートしたフォーミュラEの本部及びファクトリーが同地に構えられることになり（全チームのファクトリーを1ヶ所に集約している）、同年1月に建物がオープンした。

## フェスティバル
毎年夏に、「モンスターズ・オブ・ロック」（MONSTERS OF ROCK）と呼ばれるロックフェスティバルが開かれている。毎回10万人近い観客を集める。

## サーキットの位置
トレント川の南、レスターシャーの境界線内に収まるが、ドニントンパークはダービーの郵便番号・市外局番を使用している。サーキットのすぐ近くにイースト・ミッドランズ空港があり、離着陸するためサーキット上空を低空飛行する航空機が見られる。